# Burning Angel (estudio)
Burning Angel es un estudio de modelaje erótico y cine pornográfico estadounidense creado en 2002 por la actriz, directora y productora Joanna Angel y que forma parte desde 2019 del grupo audiovisual canadiense Adulttime, anteriormente Gamma Entertainment.
Se caracteriza por la producción y distribución de películas del género altporn, con películas que pertenecen o emulan las subculturas gótica, emos, punks o ravers, y cuyos modelos suelen tener muchos tatuajes, piercings o escarificaciones, o al menos, modificaciones temporales, como el cabello teñido.
Además de productora, comenzó la labor de distribuidora en 2005. La primera película del estudio, en 2004, fue Re-Penetrator, por la que el estudio ganó su primer Premio AVN en la XXIII edición de 2006 a la Mejor escena escandalosa de sexo. Ya bajo el paraguas de Adulttime, en 2019, su primera producción fue Insomniac, dirigida por la propia Angel y coprotagonizada junto a Aiden Ashley, Carmen Caliente, Katrina Jade, Lola Fae, Small Hands, Steve Holmes y Tommy Pistol.
En 2008 el estudio lanzó True Fucking Love, un intento de que seis parejas en la vida real tomaran el control de la película en un lanzamiento amateur, y que buscaba dar "algo natural, sin guión [...] no ofrecerá stripteases cursis ni gemidos falsos". El proyecto tuvo escasa recepción por parte de la comunidad y la crítica.
Algunas de las series producidas por el estudio han sido Cum on My Tattoo, Fuck Me In The Bathroom, It's My First Time, P.O.V. Punx, o Rock and Roll In My Butthole.

## Actores
Algunos de los actores y actrices que trabajan (o han trabajado) para Burning Angel son:
- Abella Danger
- Adria Rae
- Aiden Ashley
- Aiden Starr
- Alec Knight
- Alex Legend
- Alexa Nova
- Alexis Texas
- Alina Lopez
- Alison Tyler
- Amber Ivy
- Andy San Dimas
- Angela White
- Anna Bell Peaks
- Anna De Ville
- April Flores
- Arya Fae
- Aubrey Kate
- Brandi Love
- Bree Daniels
- Brenna Sparks
- Brooklyn Gray
- Carmen Caliente
- Cali Carter
- Charlotte Sartre
- Chloe Cherry
- Dahlia Sky
- Dana DeArmond
- Dana Vespoli
- Danny Mountain
- Derrick Pierce
- Draven Star
- Eden Sin
- Elsa Jean
- Emma Hix
- Erik Everhard
- Evan Stone
- Evelyn Claire
- Felicity Feline
- Gabriella Paltrova
- Gia Derza
- Gina Valentina
- Giselle Palmer
- Holly Hendrix
- Honey Gold
- Ivy Lebelle
- Ivy Wolfe
- Jada Stevens
- James Deen
- Jane Wilde
- Janice Griffith
- Jenna J Ross
- Jennifer White
- Jessica Jaymes
- Jessie Lee
- Joanna Angel
- John Strong
- Johnny Castle
- Karlee Grey
- Karma Rx
- Karmen Karma
- Kat Dior
- Katie St. Ives
- Katrina Jade
- Keira Croft
- Keisha Grey
- Kendra Spade
- Kenzie Reeves
- Kleio Valentien
- Kimberly Kane
- Kira Noir
- Kissa Sins
- Kota Sky
- Kristen Scott
- Leigh Raven
- Lexi Belle
- Lexington Steele
- Lily LaBeau
- Lily Lane
- Logan Pierce
- Lola Fae
- Mandingo
- Mandy Muse
- Manuel Ferrara
- Mark Wood
- Markus Dupree
- Marley Brinx
- Mia Malkova
- Michael Vegas
- Mick Blue
- Monique Alexander
- Mr. Pete
- Nacho Vidal
- Nicki Hunter
- Nikki Hearts
- Nina Elle
- Owen Grey
- Penny Flame
- Prince Yahshua
- Rachael Madori
- Ramón Nomar
- Raven Bay
- Riley Nixon
- Rob Piper
- Rosalyn Sphinx
- Romi Rain
- Roxy DeVille
- Sarah Jessie
- Sasha Grey
- Savana Styles
- Seth Gamble
- Sinn Sage
- Small Hands
- Skin Diamond
- Steve Holmes
- Stoya
- Tana Lea
- Tommy Gunn
- Tommy Pistol
- Toni Ribas
- Veruca James
- Vyxen Steel
- Whitney Wright
- Xander Corvus
- Zoey Monroe

## Premios del estudio
- Premio AVN (2006) a la Mejor escena escandalosa de sexo por Insomniac.[8]
- Premio AVN (2008) al Mejor lanzamiento especializado - Otros géneros por Cum On My Tattoo 3.[18][19]
- Premio AVN (2011) a la Mejor escena de masturbación (Joanna Angel) por Rebel Girl.[20][21]
- Premio AVN (2011) al Mejor estreno web por burningangel.com.[21]
- Premio AVN (2013) a la Mejor escena de masturbación (Joanna Angel) por Joanna Angel - Filthy Whore.[22][23]
- Premio AVN (2013) al Mejor lanzamiento fetichista - Piernas o pies por Asphyxia Heels the World.[24][23]
- Premio AVN (2014) a la Mejor película - Comedia por Band Sluts.[25][26]
- Premio AVN (2014) al Mejor maquillaje (Melissa Makeup) por Evil Head.[27][26]
- Premio AVN (2015) a la Mejor película - Comedia por Bikini Babes Are Shark Bait.[28][29]
- Premio AVN (2016) a la Mejor película - Amateur por It’s My First Time 2.[30][31]
- Premio XBIZ (2016) al Lanzamiento fetichista del año por Comic Book Freaks and Cosplay Geeks.[32][33]
- Premio AVN (2017) a la Mejor película - Comedia por Cindy Queen of Hell.[34][35]
- Premio AVN (2017) a la Mejor actriz de reparto (Joanna Angel) por Cindy Queen of Hell.[35]
- Premio AVN (2018) a la Mejor película - Comedia por Jews Love Black Cock.[36][37]
- Premio AVN (2018) a la Mejor película - Proposición lasciva por Babysitter Auditions.[38][37]
- Premio XBIZ (2018) a la Mejor actriz en película parodia (Joanna Angel) por Jews Love Black Cock.[36][39]
- Premio XBIZ (2018) a la Mejor escena de sexo en película parodia (Joanna Angel, Abella Danger e Isiah Maxwell) por Jews Love Black Cock.
- Premio XBIZ (2019) a la Mejor actriz en película parodia (Joanna Angel) por Dirty Grandpa.[40][41]
- Premio XBIZ (2019) a la Mejor escena de sexo en película parodia (Romi Rain y Small Hands) por Metal Massage.[42][41]
- Premio XBIZ (2019) a la Mejor escena de sexo en película de todo sexo (Joanna Angel, Ricky Johnson, Isiah Maxwell y Prince Yahshua) por Joanna Angel Gangbang: As Above, So Below.[43][41]
- Premio AVN (2020) a la Mejor película - Acción o Thriller por 3 Cheers for Satan.[44][45]
- Premio XBIZ (2020) a la Mejor escena de sexo en película parodia (Jane Wilde, Kenzie Reeves, Kira Noir y Small Hands) por 3 Cheers for Satan.[46]
- Premio AVN (2021) al Mejor guion - Comedia (Joanna Angel y Shawn Alff) por Evil Tiki Babes.[47][48]
- Premio AVN (2021) a la Mejor banda sonora por Lana.[49][48]